# Michael Aquino

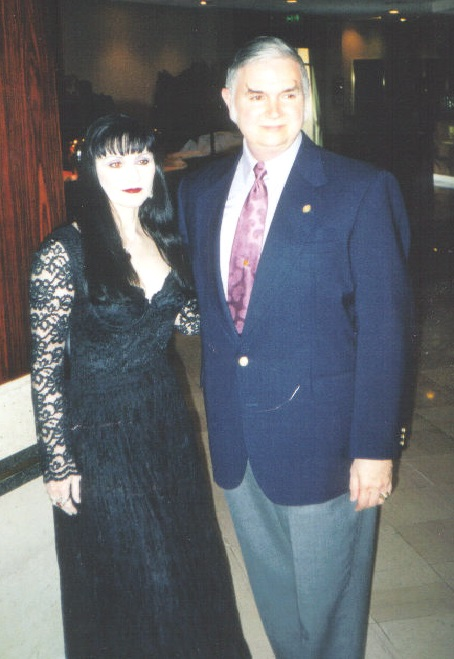
Michael Aquino in 1999 met zijn toenmalige vrouw

Michael Aquino (San Francisco, 18 oktober 1946) was een van de oprichters van de Temple of Set, een groep van Anton Szandor LaVey's Church of Satan (Kerk van Satan), waar hij in 1969 instapte.
Aquino behaalde een PhD in politicologie aan de Universiteit van Californië. Hij houdt de titel van Lt. Colonel, Military Intelligence, U.S. Army (gepensioneerd), volgens zijn curriculum vitae.